# Saint-Quentin-sur-Indrois
Saint-Quentin-sur-Indrois é uma comuna francesa na região administrativa do Centro, no departamento Indre-et-Loire. Estende-se por uma área de 27 km². Em 2010 a comuna tinha 519 habitantes (densidade: 19,2 hab./km²).